# Peblephaeus satoi
Peblephaeus satoi är en skalbaggsart som beskrevs av Makihara 2003. Peblephaeus satoi ingår i släktet Peblephaeus och familjen långhorningar. Inga underarter finns listade i Catalogue of Life.